# Preonzo
Preonzo é uma comuna da Suíça, no Cantão Tessino, com cerca de 532 habitantes. Estende-se por uma área de 16,45 km², de densidade populacional de 32 hab/km². Confina com as seguintes comunas: Claro, Cresciano, Cugnasco, Gnosca, Gorduno, Lavertezzo, Lodrino, Moleno, Monte Carasso, Vogorno.
A língua oficial nesta comuna é o Italiano.